# Flughafen Posen-Ławica

i7
i11
i13
Der Flughafen Poznań-Ławica – Henryk Wieniawski (polnisch Port lotniczy Poznań-Ławica im. Henryk Wieniawski, IATA-Code: POZ, ICAO-Code: EPPO) ist der Flughafen der Großstadt Posen (poln. Poznań), der Hauptstadt der Woiwodschaft Großpolen in Polen. Er wurde 2006 nach Henryk Wieniawski benannt und ist heute der siebtgrößte Flughafen Polens und einer der ältesten weltweit.

## Lage und Verkehrsanbindung
Der Flughafen befindet sich etwa sieben Kilometer westlich des Stadtzentrums von Posen, auf dem Gebiet des Stadtteils Jeżyce. Die namensgebende, unmittelbar südlich angrenzende Siedlung Ławica gehört heute dagegen zum Stadtteil Grunwald.
Nördlich des Flughafengeländes verläuft die Fernstraße DK92 und sieben Kilometer westlich die Schnellstraße S11. Der Flughafen wird durch Busse der Verkehrsbetriebe MPK Poznań in den öffentlichen Personennahverkehr eingebunden. Die Linie 159 verbindet ihn über eine Haltestelle auf dem Flughafengelände mit dem Hauptbahnhof von Posen. Daneben bedienen die Linien 148, 177 und 729 Haltestellen südlich des Flughafens; die Linien 148 und 177 verkehren dabei in die Innenstadt, während die Linie 729 eine Station der Straßenbahn Posen anfährt. Nachts verbindet die Nachtbuslinie 222 den Flughafen mit der Innenstadt.

## Geschichte
Der Flughafen war 1913 ein deutscher Militärflugplatz. Am 6. Januar 1919 eroberten polnische Aufständische den Flughafen.
Seit dem 11. Juli 1997 ist die Port Lotniczy Poznań-Ławica sp. z o.o. (Flughafen Posen-Ławica GmbH) Betreiber des Flughafens. 39 % der Anteile hält der polnische Staat über die staatliche Flughafengesellschaft, 37 % die Stadt Posen und die verbleibenden 24 % die Woiwodschaft Großpolen. Am 2. Februar 2001 öffnete ein neues Cargo-Terminal mit 1400 m².
Am 4. November 2001 wurde ein neues Passagierterminal eröffnet. Eine Erweiterung des Terminals wurde 2013 abgeschlossen.

## Flughafenanlagen

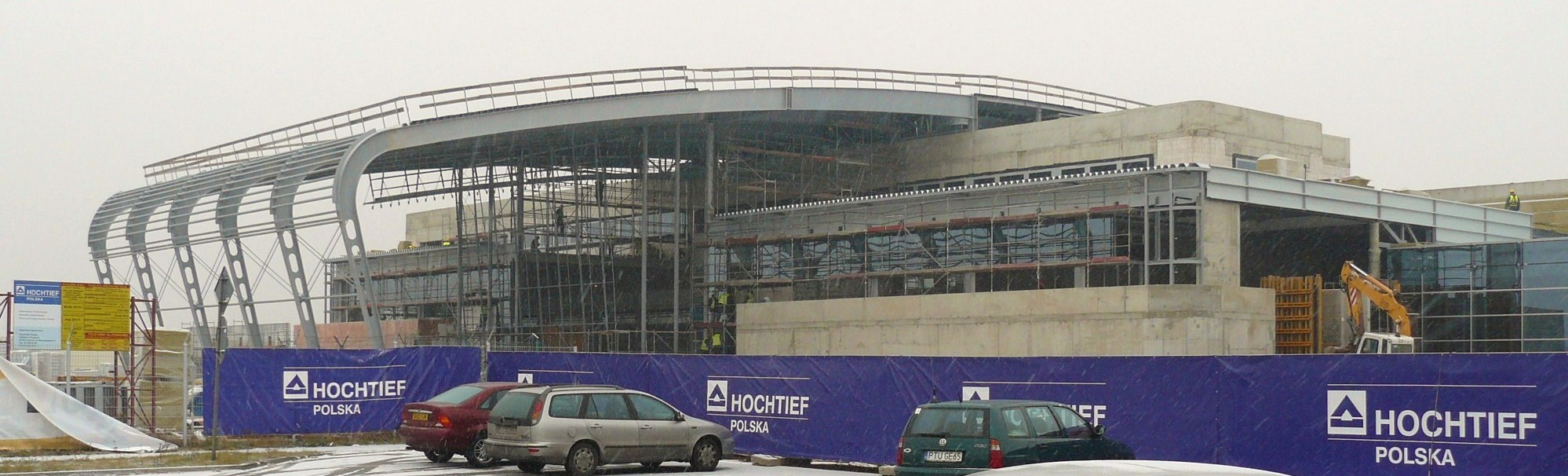
Das Flughafenterminal während der Erweiterung

Der Flughafen hat eine Gesamtfläche von 70.000 m².

### Start- und Landebahn
Der Flughafen verfügt über eine einzelne Start- und Landebahn, diese ist 2504 Meter lang, 50 Meter breit und trägt die Kennung 10/28.

### Passagierterminal
Das Passagierterminal hat eine Grundfläche von 23.000 m², verfügt über 22 Check-in-Schalter und elf Flugsteige. In ihm können etwa 3 Millionen Passagiere pro Jahr abgefertigt werden.

## Verkehrszahlen
| Jahr | Fluggastaufkommen | Luftfracht (Tonnen) | Flugbewegungen |
| ---- | ----------------- | ------------------- | -------------- |
| 2022 | 2.252.428         |                     | 33.998         |
| 2021 | 1.055.162         |                     | 22.382         |
| 2020 | 657.709           |                     | 19.616         |
| 2019 | 2.379.635         |                     | 31.923         |
| 2018 | 2.476.304         |                     | 31.189         |
| 2017 | 1.852.655         | 466                 | 25.390         |
| 2016 | 1.710.216         | 212                 | 24.776         |
| 2015 | 1.500.918         | 261                 | 21.819         |
| 2014 | 1.445.350         | 146                 | 20.998         |
| 2013 | 1.355.056         | 168                 | 20.602         |
| 2012 | 1.595.221         | –                   | 25.261         |
| 2011 | 1.463.468         | –                   | 23.069         |
| 2010 | 1.419.121         | –                   | 23.601         |
| 2009 | 1.271.757         | –                   | 22.862         |
| 2008 | 1.274.679         | –                   | 23.609         |
| 2007 | 896.937           | –                   | 18.684         |
| 2006 | 670.702           | –                   | 17.364         |
| 2005 | 410.568           | –                   | 15.595         |
| 2004 | 380.676           | –                   | 16.405         |
| 2003 | 263.551           | –                   | 14.174         |
| 2002 | 227.498           | –                   | 13.007         |
| 2001 | 227.898           | –                   | 15.397         |
| 2000 | 227.874           | –                   | 13.225         |
| 1999 | 206.367           | –                   | 12.127         |
| 1998 | 192.538           | –                   | 11.706         |
| 1997 | 158.942           | –                   | 11.574         |
| 1996 | 122.892           | –                   | 10.051         |